# Голиков, Александр Владиславович
Александр Владиславович Голиков (укр. Олександр Владиславович Голіков; род. 13 ноября 1991, Донецк) — украинский футболист, защитник

## Биография
Воспитанник футбольной академии донецкого «Шахтёра». В начале 2008 года начал играть на взрослом уровне в составе «Шахтёра-3» во второй лиге, где за три сезона сыграл 33 матча и забил один гол. Также выступал за дубль «горняков» в первенстве дублёров, провёл 16 матчей и забил один гол. В течение 2011 года находился в аренде в луганской «Заре», но играл только за дубль (17 матчей) и за вторую команду в любительских соревнованиях.
После ухода из «Шахтёра» несколько лет играл за клубы первой и второй лиг Украины — «Олимпик» (Донецк), «Макеевуголь», «Энергия» (Новая Каховка), «Сумы», «Арсенал» (Киев), «Полтава». В составе «Полтавы» в сезоне 2017/18 стал серебряным призёром первой лиги, однако по окончании сезона клуб прекратил существование.
Летом 2018 года перешёл в состав дебютанта высшей лиги ФК «Львов». Свой первый матч в высшей лиге сыграл 22 июля 2018 года против киевского «Арсенала», а всего в осенней части сезона 2018/19 провёл 16 матчей за львовский клуб. Во время зимнего перерыва перешёл в одесский «Черноморец», с которым по итогам сезона вылетел из высшей лиги, осенью 2019 года продолжал играть за «моряков» в первой лиге.
В начале 2020 года перешёл в «Оболонь-Бровар».
Выступал за юношескую сборную Украины.